# Castello concentrico

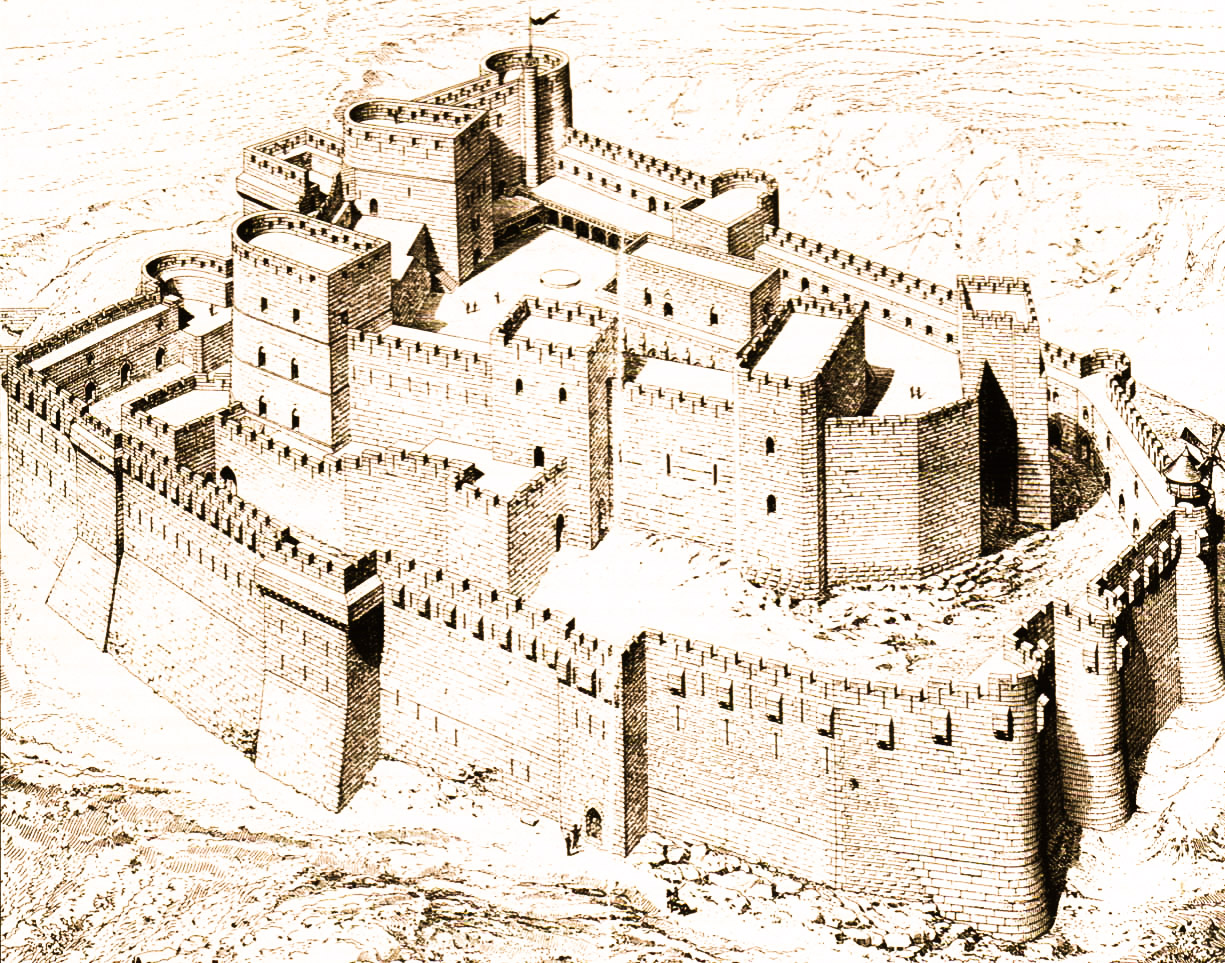
La struttura a cerchie concentriche del Krak dei Cavalieri

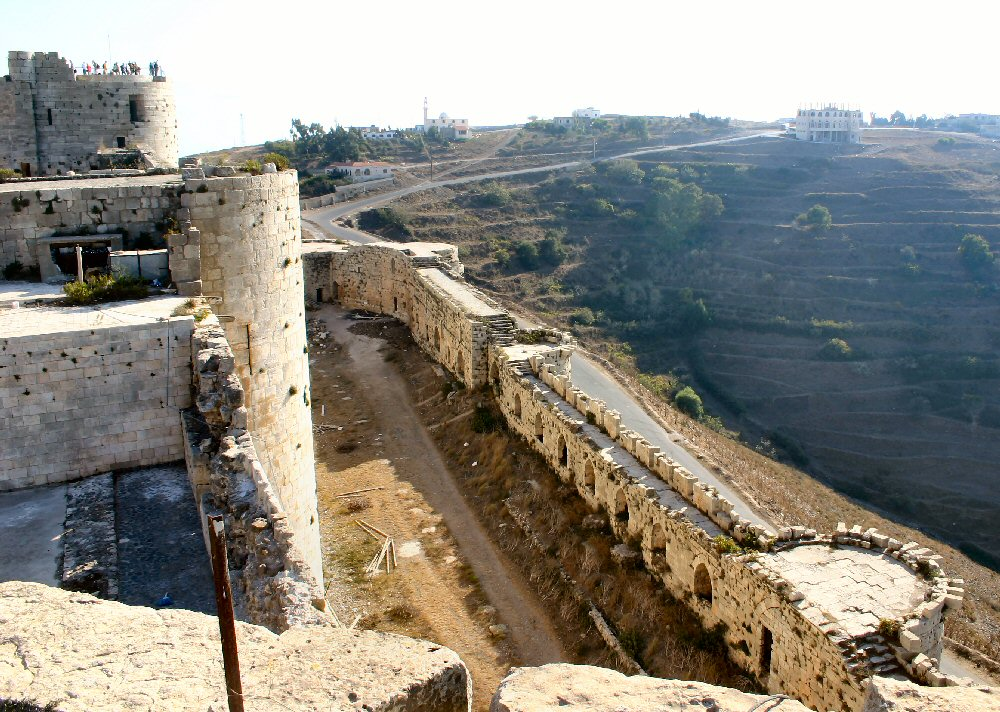
Krak dei Cavalieri, con in mostra le mura interne ed esterne

Un castello concentrico (o castello multiplo) è un castello posto all'interno di un altro castello, con due o più cerchie di mura concentriche e, a volte, senza dongione centrale. In genere le mura più esterne sono le più basse, e la loro altezza aumenta dirigendosi verso il centro. Le mura comprendono solitamente torri e bastioni, e sono merlate. Le porte cittadine vengono solitamente protette da barbacani e sono l'ultimo stadio di sviluppo del castello.
Furono introdotti in Europa nel XIII secolo ed erano progettati per aumentare le capacità difensive del castello. I soldati posti sulle mura più alte potevano lanciare frecce al nemico passando sopra le linee esterne più basse e, se il nemico fosse riuscito a conquistare le mura esterne, si sarebbe trovato di fronte ad un nuovo muro.
Il Krak dei Cavalieri in Siria, il castello di Beaumaris ed il castello di Caerphilly in Galles sono eccellenti esempi di questo genere di fortificazione, ed in particolare il castello di Caerphilly è uno dei più grandi d'Europa. Questo stile fu usato anche in periodi seguenti, come nelle moderne fortificazioni di Sébastien Le Prestre de Vauban, dove le opere difensive esterne sono protette e coperte dalle altre, e la loro conquista non avrebbe messo a rischio l'integrità della cittadella interna.
In termini di sviluppo, il castello concentrico convisse con i castelli lineari, che tendevano a venir costruiti dove la topografia impediva la costruzione di castelli concentrici, o favoriva in modo naturale lo sviluppo lineare.